# Max Samuel von Mayer

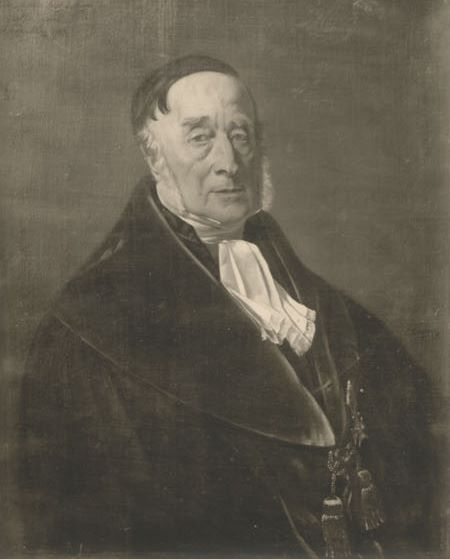
Samuel Marum Mayer in der Tübinger Professorengalerie

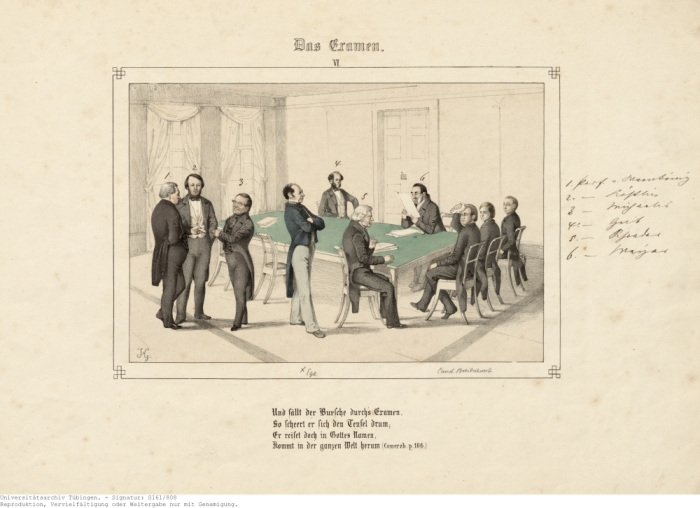
Juristisches Staatsexamen in Tübingen um 1851/52, von Mayer als Vierter von rechts

Max Samuel Mayer, ab 1862 von Mayer (eigentlich Marum Samuel Mayer; * 12. März 1797 in Freudental; † 16. April 1862 in Tübingen), war ein deutscher Advokat und akademischer Rechtsgelehrter.

## Leben
Marum Samuel Mayer stammte aus einer Rabbiner-Familie. Sein Vater war Samuel Mayer (1757–1821), Rabbiner in Freudental. Er besuchte die Talmudschule in Hechingen, weil er Rabbiner werden sollte. Dieses sagte ihm nicht zu, er wechselte mit Unterstützung des württembergischen Königs Friedrich I. auf ein Gymnasium in Stuttgart. Ab 1815 studierte er Rechtswissenschaften in Tübingen. 1828 wurde von Mayer zum Dr. iur. promoviert, 1829 habilitierte er zum Privatdozenten für Römisches Recht. Im August 1834 ließ er sich evangelisch-lutherisch taufen und heiratete im Oktober 1834 die Pastorentochter Mayer, die drei Jahre später starb. Nach der Taufe wurde er ordentlicher Professor und 1850 Rektor der Universität Tübingen.
1856 wurde er mit dem Ritterkreuz des Friedrichsordens, 1862 mit dem Orden der Württembergischen Krone ausgezeichnet.

## Schriften
- Commentar des neuen württembergischen Pfandrechts, 2 Bde., 1825/26
- Die öffentlichen Verhältnisse der Juden, 1827
- Ueber die staatsbürgerlichen Wahlrechte der Verurtheilten und Begnadigten, 1. und 2. Auflage, 1833
- Ueber das Recht der Anwachsung bei Testaments- und gesetzlichem Erbrecht, 1835
- Ueber römisches Recht und neue Gesetzgebung, 1839
- Die Lehre von dem Erbrecht nach dem heutigen römischen Recht, 1840
- Das Intestaterbrecht der liberi naturales, 1837 und 1838
- Ad Caji Institutionum commentar. IV, 48 Commentatio, Tübingen  1853
- Die Lehre von den Legaten und Fideicommissen, I, 1854
- Digestorum de jure dotium XXIII. 3. 1. 56. 3. interpretatio, Tübingen 1859